# خلف بن القاسم
خلف بن القاسم بن سهل أبو القاسم ابن الدباغ الأزدي الأندلسي القرطبي (ولد سنة 325هـ) الحافظ الإمام المتقن. جمع مسند أحاديث مالك، ومسند أحاديث شـعبة، والكنى التي تكنى بها الصحابة، وأقضية شريح، وكتاب «الخائفين»، وزهد بِشْر الحافي. وروى عنه: عبد الله بن محمد بن الفرضي، وأبو عمرو الداني، وابن عبد البر، وغيرهم .